# Baños

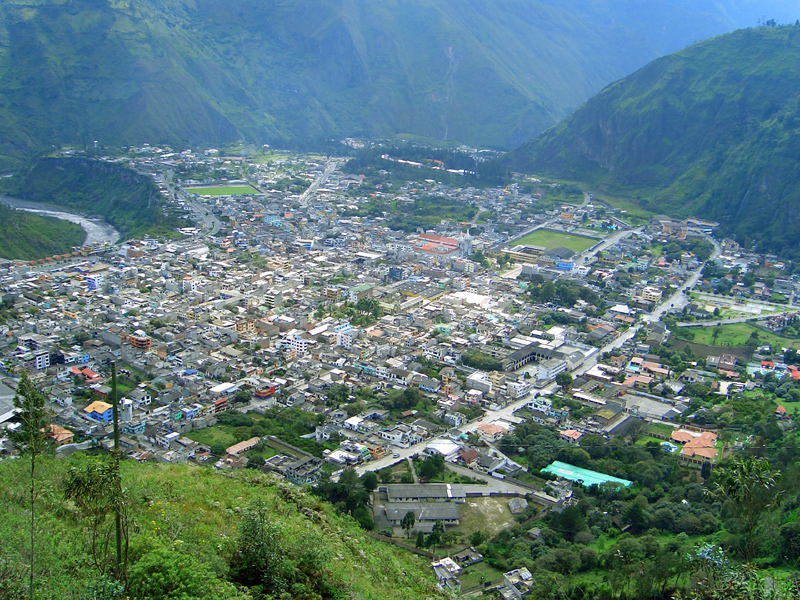
Vista panorâmica de Baños, Equador

Baños (nome completo Baños de Agua Santa), é uma cidade na província oriental de Tungurahua, na parte central do Equador.  Baños é a segunda cidade mais populosa em Tungurahua, depois de Ambato, e o maior centro turístico. É conhecida como o "Portão para a Amazônia", por estar localizada às margens do rio Pastaza na bacia do rio Amazonas, e possuir uma recente estrada pavimentada para Puyo.
Baños está situada ao norte do vulcão Tungurahua. É famosa por suas fontes hidrotermais de água mineral. A cidade também é um centro de perigrinação  religioso católico, por acreditarem que a Virgem Maria apareceu próximo a uma cachoeira. Uma imagem da santa, chamada Virgen de Agua Santa, foi colocada na catedral.
Baños é uma das mais populares atrações turísticas do Equador e é bem conhecida por suas barracas de comidas típicas onde se vende o "puxa-puxa" (em espanhol: melcocha) um tipo de bala feita com calda de açúcar, e pelos excelentes artesanatos, tão procurados pelos turistas.